# EP's Trailer Park
 EP's Trailer Park är en svensk musikgrupp.. Gruppen har haft medlemmar från bland annat Monostar, Popsicle och Peter Bjorn and John. 
Debutalbumet Apartment Recordings gavs ut 2000 på Ramblin' Records och uppföljaren L'Esprit d'Escalier kom år 2003. Hösten 2009 gavs The Black Heart ut och 14 april 2010 kom det fjärde albumet Scissors & Knives. Gruppens femte, självbetitlade, album gavs ut 30 januari 2013. Albumet producerades av Andreas Mattsson och innehöll elva spår. Den 14 januari 2015 kom EP's Trailer Parks sjätte skiva, även den producerad av Andreas Mattsson. Skivan heter 'Lojsta & other stories from an Island' och är en temaskiva om Gotland.

## Diskografi
Album
- 2000 – Apartment Recordings
- 2003 – L'Esprit d'Escalier
- 2010 – Scissors & Knives
- 2013 – EP's Trailer Park
- 2013 – Cover My Heart Vol.1
- 2015 – Lojsta & other stories from an island

EP
- 2009 – The Black Heart
- 2023 – Once When We Were Birds

Singlar
- 2000 – Little Kid
- 2003 – Picture book/Blackout
- 2010 – Hockeyskates & Butterflies
- 2010 – Leave This Town
- 2012 – Another Sun
- 2012 – Last Night On Earth
- 2013 – Cynical Lover
- 2013 – Youth Is Wasted On The Young
- 2013 – I Wanna Destroy You
- 2014 – Holy Diver
- 2014 – Lojsta
- 2014 – Visby

## Nuvarande medlemmar
- Eric Palmqwist (gitarr, sång)
- Roger Olsson (gitarr, kör)
- Ulf Jonsson (gitarr, kör)
- Ruben Engzell (bas, klaviatur)
- Jesper Jonsson (trummor)